# Ööperit
Ööperit är öar i Finland. De ligger i Bottenviken och i kommunen Simo i landskapet Lappland, i den norra delen av landet. Öarna ligger omkring 100 kilometer söder om Rovaniemi och omkring 610 kilometer norr om Helsingfors.
Arean för den av öarna koordinaterna pekar på är 0,3 hektar och dess största längd är 90 meter i öst-västlig riktning. Närmaste större samhälle är Kemi, 15,6 km nordväst om Ööperit.